# Petrus Canisius van Lierde
Monsenhor Frei Petrus Canisius Jean van Lierde OSA (22 de abril de 1907 — 12 de março de 1995), serviu por quarenta anos, de 1951 a 1991, como Vigário-Geral para o Estado da Cidade do Vaticano e foi o oficial a servir por mais tempo no cargo.

## Vida pregressa
Van Lierde nasceu em Hasselt, Bélgica, numa família holandesa. Depois dos estudos, ingressou na Ordem de Santo Agostinho e foi ordenado sacerdote em 30 de maio de 1931. Depois de receber doutorados em Teologia e Filosofia, dirigiu o Colégio Internacional Santa Mônica em Roma, onde escondeu muitos refugiados, incluindo militares, judeus e políticos antifascistas durante os anos de guerra. 

## Serviço do Vaticano
Em 13 de janeiro de 1951, o Papa Pio XII nomeou-o Bispo Titular de Porfirião, prefeito da Sacristia Papal e Vigário Geral da Cidade do Vaticano . Recebeu a consagração episcopal do Cardeal Giuseppe Cardeal Pizzardo em 25 de fevereiro de 1951. Van Lierde escolheu como seu lema episcopal: Custodiens veritatem (Guardando a verdade). Ele serviu como sacristão em quatro conclaves papais, 1958, 1963, e duas vezes em 1978. O Papa João Paulo II aceitou sua renúncia em 1991 e nomeou-o Vigário-Geral Emérito. Van Lierde continuou a trabalhar e dentro do Vaticano.
Em 1954, quando o Papa Pio XII parecia prestes a morrer, ele pediu a van Lierde que o ungisse e então viveu mais quatro anos. Em maio de 1963, o Papa João XXIII pediu por ele em circunstâncias semelhantes. Em 31 de maio de 1963, van Lierde, como sacristão papal, estava ao lado da cama do papa moribundo e começou a ungi-lo, mas, tomado pela emoção, esqueceu a ordem correta de unção. O Papa João o ajudou gentilmente. Então o Papa deu a ele e a todos os outros espectadores um último adeus.

## Van Lierde e o Papa Pio XII
Ao longo de sua vida, Van Lierde foi um fervoroso admirador do Papa Pio XII, cuja determinação e coragem para salvar vidas durante a ocupação alemã de Roma ele repetidamente descreveu. Pio XII possuía uma inteligência aguda e penetrante, uma memória extraordinária, um modo metódico e uma forte vontade de trabalhar, um amor profundo por Deus e pelas pessoas, a quem amava por Deus e por causa dEle. Pio XII vivia simplesmente quando estava sozinho e exibia uma relutância amigável quando encontrava estranhos. Ele teve capacidade instantânea de compreender a outra pessoa e mostrou grande tato para com aqueles que podem ter sido muito diretos. De 1958 a 1995, presidiu as celebrações litúrgicas anuais do Papa Pio XII na cripta da Basílica de São Pedro. Na presença do cardeal Joseph Ratzinger, ele conduziu os serviços fúnebres de Madre Pascalina Lehnert no Campo Santo Teutônico do Vaticano.
Van Lierde morreu em 12 de março de 1995.

## Escritos
- Schambeck, ed. (1986). Pius XII. [S.l.]: Butzon & Becker, Kevelaer
- The Holy See at work, how the Catholic Church is governed. Traduzido por James Tucek. New York: Hawthorn Books. 1962
- Prayers and devotions from John Paul II. London: Penguin. 1998. ISBN 0-14-024725-4
- What is a Cardinal. New York: Hawthorn Books. 1964
- Jean XXIII Témoignage pour l’histoire, témoignage, auteur Gunnar Riebs. Paris: Editions Mols. 2014